# Boehmita
La boehmita, escrito a veces como böhmita o bohmita, es una de las formas minerales del oxihidróxido de aluminio AlO(OH). Dentro de la clasificación de Strunz está incluida en el grupo 04 (óxidos e hidróxidos) y es el componente principal de la bauxita.
Fue descrita por primera vez por J. de Lapparent en 1927 por su aparición en las bauxitas de Mas Rouge (Les Baux-de-Provence, Francia), recibiendo su nombre en honor del químico bohemio-alemán Johann Böhm (1895–1952), quien llevó a cabo estudios de rayos X de hidróxidos de aluminio en 1925 (y no por el geólogo alemán Johannes Böhm (1857–1938) como señalan algunas fuentes).

## Propiedades
La boehmita es un mineral translúcido de color blanco, pardo grisáceo, amarillento o rojizo si contiene impurezas, incoloro en láminas finas. Su brillo es vítreo, perlado.
Tiene dureza 3,5 en la escala de Mohs y densidad entre 3,02 y 3,05 g/cm³.
Es ligeramente soluble en ácido sulfúrico concentrado.
Cristaliza en el sistema ortorrómbico, clase dipiramidal. Su contenido en aluminio (expresado como Al2O3) es en torno al 82%, siendo el silicio y el hierro las principales impurezas.
Es dimorfo con el diásporo e isoestructural con la lepidocrocita, en la cual el Fe3+ ocupa el lugar del Al.

## Morfología y formación
La boehmita solo ocasionalmente presenta morfología tabular, en forma de cristales prismáticos de hasta 2 mm de longitud.
Más frecuentemente tiene una textura extremadamente fina, en agregados pisolíticos o diseminados.
Este mineral se forma por meteorización de filosilicatos en climas tropicales, siendo uno de los constituyentes más importantes de bauxitas y lateritas. En otros lugares aparece como producto de la descomposición hidrotermal a bajas temperaturas, normalmente en rocas del tipo pegmatitas nefelínicas, sienitas y basaltos oceánicos.
En bauxitas, normalmente está asociada a caolinita, diásporo y gibbsita.
En pegmatitas nefelinas aparece asociada a gibbsita, diáspora, natrolita y analcima.

## Usos
Como componente fundamental de la bauxita, la boehmita es una de las principales menas del metal de aluminio.

## Yacimientos
Aunque es un mineral muy extendido, pocas veces los ejemplares presentan una buena cristalización.
La localidad tipo, Mas Rouge (Les Baux-de-Provence, Francia), fue el lugar de descubrimiento de la bauxita en 1821; la explotación minera de este enclave cesó en 1991.
Otros depósitos en Francia se localizan en el departamento de Var, en Brignoles, Cabasse y Vins-sur-Caramy.
Hungría cuenta con numerosos yacimientos, entre los que cabe citar los de Aggtelek (Borsod-Abaúj-Zemplén), montes Vértes y Mány (Fejér), Tatabanya (Komárom-Esztergom), y Fenyőfő, Eplény y Sümeg (Veszprém).
En Eslovaquia oriental hay boehmita en Drienovec y Remetské Hámre (región de Košice), y en la República Checa en la región de Karlovy Vary (Bohemia), donde son de especial interés los ejemplares procedentes de Mokrá, cerca de la población de Žlutice.